# 追廻 (横手市)
追廻（おいまわし）は、秋田県横手市の町丁。郵便番号は013-0002。人口は653人、世帯数は248世帯（2020年10月1日現在）。現行行政地名は追廻一丁目から追廻二丁目までで、全域で住居表示が実施されている。旧横手市台所町・明永町・睦成の各一部に相当する。

## 地理
横手市の中央部、横手地域の北東部に位置し、東で睦成、西で台所町、北西で杉沢、南で明永町と隣接する。秋田県道272号御所野安田線（旧国道13号）が町の西端を掠める。町を縦貫する幹線道路を中心に住宅街が広がっており、公園が2か所設置されている。
全域が都市計画区域に含まれるが、区域区分非設定区域となっている。都市計画法上の用途地域では全域が第二種低層住居専用地域に指定されている。

## 歴史
もともとこの地は細い農道が通る田園地帯であったが、1974年（昭和49年）頃より始まった土地区画整理事業により「追廻団地」として宅地が整備された。旧国道13号（現県道272号）がすぐそばを通っており、旧横手北小学校、旧鳳中学校、横手高等学校などが近い立地環境に位置し、当時の横手市としては大規模で好立地な団地として売り出された。

## 世帯数と人口
2020年（令和2年）10月1日現在の世帯数と人口は以下の通りである。
| 丁目       | 世帯数  | 人口  |
| ---------- | ------- | ----- |
| 追廻一丁目 | 62世帯  | 148人 |
| 追廻二丁目 | 113世帯 | 293人 |
| 追廻三丁目 | 73世帯  | 212人 |
| 計         | 248世帯 | 653人 |

### 人口・世帯数の推移
以下は国勢調査による1995年（平成7年）以降の人口の推移。
| 年                 | 人口 |
| ------------------ | ---- |
| 1995年（平成7年）  | 631  |
| 2000年（平成12年） | 671  |
| 2005年（平成17年） | 691  |
| 2010年（平成22年） | 686  |
| 2015年（平成27年） | 633  |
| 2020年（令和2年）  | 653  |

以下は国勢調査による1995年（平成7年）以降の世帯数の推移。
| 年                 | 世帯数 |
| ------------------ | ------ |
| 1995年（平成7年）  | 230    |
| 2000年（平成12年） | 243    |
| 2005年（平成17年） | 254    |
| 2010年（平成22年） | 245    |
| 2015年（平成27年） | 252    |
| 2020年（令和2年）  | 248    |

## 小・中学校の学区
市立小・中学校に通う場合、学区（校区）は以下の通りとなる。
| 番地 | 小学校             | 中学校               |
| ---- | ------------------ | -------------------- |
| 全域 | 横手市立朝倉小学校 | 横手市立横手北中学校 |

## 交通

### バス
羽後交通の「追廻入口」バス停があるが、所在地は明永町、新坂町である。

### 道路
- 秋田県道272号御所野安田線

## 施設
- 追廻第一児童公園（三丁目地内）[17]
- 追廻第二児童公園（一丁目地内）[17]